# Limassolla lingchuanensis
Limassolla lingchuanensis är en insektsart som beskrevs av Chou och Zhang 1985. Limassolla lingchuanensis ingår i släktet Limassolla och familjen dvärgstritar. Inga underarter finns listade i Catalogue of Life.